# Grigorij Iljics Novickij

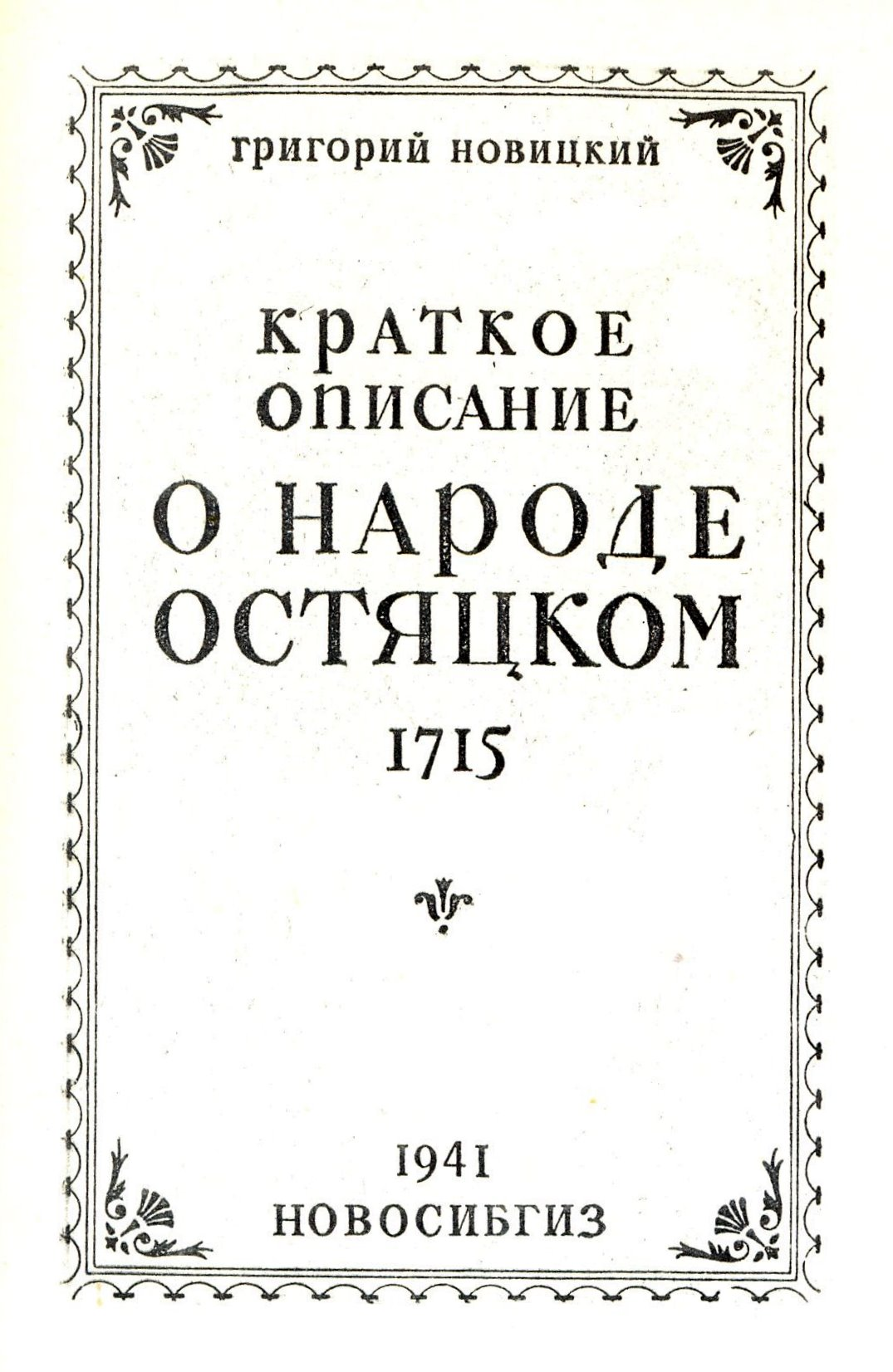
Novickij kötetének címoldala

Grigorij Iljics Novickij (orosz nyelven: Григорий Ильич Новицкий, elhunyt 1720 körül) az első orosz nyelvű néprajzi monográfia szerzője (Rövid leírás az osztják népről – Краткое описание о народе остяцком, 1715), korának egyik legműveltebb embere volt.

## Életútja, munkássága
Az ukrán főnemesség köréből származott, Novickij apja kozák ezredes volt, aki fontos szerepet játszott a XVII. század végi Ukrajna belügyeiben. Haláláig, mely 1700 körül következett be, mindent megtett, hogy fiának, Grigorij Novickijnek magas színvonalú nevelést biztosítson. Így Novickij is, mint korának számos nagy egyénisége, a híres, 1631 óta működő „Kijevi Mogiljan Kollégiumban” tanult, majd apja példáját követve, kozák ezredes lett. Filipp Orlik feleségének édestestvérét vette nőül. Orlik Mazepának Ukrajna hetmanjának volt a főírnoka.
Ivan Mazepa a nagy északi háborúban (1700–1721) szövetkezett a svédekkel és I. Péter orosz cár ellen fordult Ukrajna önállóságának megtartatása érdekében, 1709-ben a poltavai csatában svéd szövetségesével együtt döntő vereséget szenvedett, hamarosan török fogságban meg is halt. Grigorij Novickij is Mazepával tartott, de neki sikerült kegyelmet kapnia, miután elismerte bűnösségét, amiért a cár ellen fordult, de hamarosan Szibériába száműzték, további életét az Ob mentén élte le az obi-ugor nép körében, ahol személyes tapasztalatok alapján ismerte meg az osztják (hanti) és a vogul (mansi) nép életmódját, gazdálkodásukat, családi életüket, ún. pogány vallásukat, a sámánizmust, a bálványimádást.

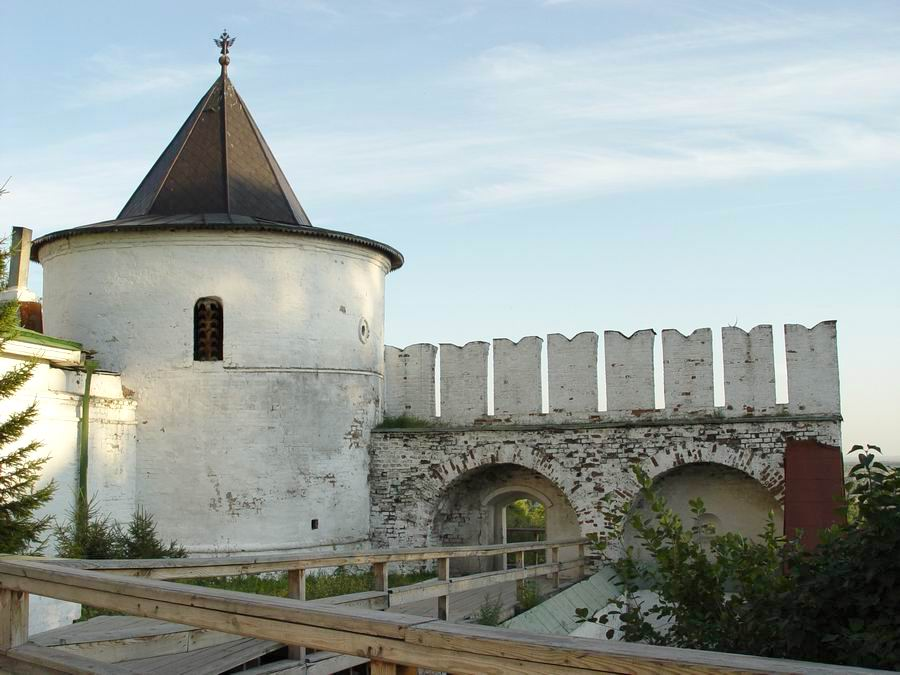
Pauline-torony, Tobolszk, épült a 17. században

1712-15 közt részt vett azokban a hittérítő expedíciókban, melynek során az osztják és vogul népet a pravoszláv keresztény hitre térítették át, az expedíciók Novickij száműzetésének helyéről, Tobolszkból indultak. Ezen expedíciók juttatták Novickijt gazdag történelmi és néprajzi tapasztalatokhoz, melyet írásba foglalt. Sajnos a vogul és osztják népről írt monográfiája sokáig kéziratban maradt, de így is sokan ismerték és hírét vitték a nagyvilágba. Hajdú Péter szerint talán az első legjelentősebb közvetítő Johann Bernhard Müller svéd dragonyos kapitány, aki Novickij kortársa volt. A poltavai csatában esett fogságba, így került Tobolszkba, ahonnét figyelemmel kísérhette a térítők munkáját. Feltehetőleg ismerte Novickijt, de annak kéziratát föltétlenül ismernie kellett, fel is használta azt Das Leben und die Gewohnheiten der Ostjaken című értekezésében (1720-21), amely nyomtatásban is megjelent, így leginkább Müller révén váltak ismertté Novickij hírei az osztjákokról a XVIII. és XIX. századi kutatók számára.
Grigorij Novickij monográfiája majd csak 1884-ben jelent meg először nyomtatásban, Leonyid Majkov adta ki a Pamjatnyiki drevnyej piszmennosztyi i iszkussztva című sorozatban, Szentpétervárott, a legközelebbi nyomtatott kiadás 1941-ben jelent meg Novoszibirszkben. Ezen 1941-es kiadást fordította magyar nyelvre Ferincz István 1973-ban.
Novickij kéziratát eredetileg a tobolszki székesegyház kézirattárában őrizték, nem tudni hogyan és mikor a tomszki Csekához került, később pedig innen a tomszki egyetemre.
Grigorij Novickij 1720 körül /vagy az 1720-as években/ tűnt el rejtélyes körülmények közt, feltehetően egy hittérítő expedíció közepette megölték az ún. „pogányok.”

## Monográfiája nyomtatásban
- Г. Новицкий. Краткое описание о народе остяцком. С пред. Л. Н. Майкова. – Памятники древней письменности, т. 53. СПб., 1884
- Г. Новицкий. Краткое описание о народе остяцком. Новосибирск, 1941
- Grigorij Novickij: Rövid leírás az osztják népről (1715). Ford. Ferincz István. Bev. Hajdú Péter. In: Studia uralo-altaica, III. 1973. Szeged, József Attila Tudományegyetem. (Az 1941-es novoszibirszki kiadás reprintjével)[2]